# Marija Todorowa
Marija Todorowa (bułg. Мария Н. Тодорова) (ur. w 1949 w Sofii) – bułgarska historyk.

## Biogram
Jest córką bułgarskiego historyka i polityka Nikołaja Todorowa, pełniącego obowiązki prezydenta Bułgarii w 1990 roku. 
Jest absolwentką historii na Uniwersytecie w Sofii (doktorat w 1977). Była wykładowcą na University of Florida, Uniwersytecie Sabanci w Stambule. Obecnie wykłada współczesną historię Bałkanów na Uniwersytecie Illinois. W 2000 roku otrzymała stypendium Johna Simona Guggenheima. Zajmuje się społeczną i kulturową historią Bałkanów. Swoje badania skupia na takich zagadnieniach jak nacjonalizm, symbolika nacjonalistyczna, specyfika pamięci i mitologii narodowej w Bułgarii oraz na Bałkanach. Jej książka Imagining the Balkans została przetłumaczona na czternaście języków.

## Wybrane publikacje
- Подбрани извори за историята на балканските народи XV-XIX век, Изд. „Наука и изкуство“, София 1977.
- Англия, Русия и танзиматът, Изд. „Наука и изкуство“, София 1980.
- Историци за историята, Т. 1, УИ „Св. Климент Охридски“, София 1985.
- Balkan Family Structure and the European Pattern: Demographic Developments in Ottoman Bulgaria, Central European University Press 2006.
- Balkan Identities: Nation and Memory, London & New York University Press 2004.
- Imagining the Balkans, New York: Oxford University Press 2009, ISBN 978-9989-851-31-5, OCLC 34282740
- Bones of Contention: the Living Archive of Vasil Levski and the Making of Bulgaria’s National Hero, Budapest: Central European University Press 2009.
- (redakcja) Postcommunist Nostalgia, Berghahn Books, 2010.
- Remembering Communism: Genres of Representation. Social Science Research Council, 2010.
- (współautorzy: Augusta Dimou and Stefan Troebst), Remembering Communism: Private and Public Recollections of Lived Experience in Southeast Europe, CEU Press 2014.

## Publikacje w języku polskim
- Bałkany wyobrażone, przeł. Piotr Szymor i Magdalena Budzińska, Wołowiec: Wydawnictwo Czarne 2008 (wyd. 2 rozsz. przeł. Magdalena Budzińska, Jan Dzierzgowski i Piotr Szymor, Wołowiec 2015).